# سد هوفر

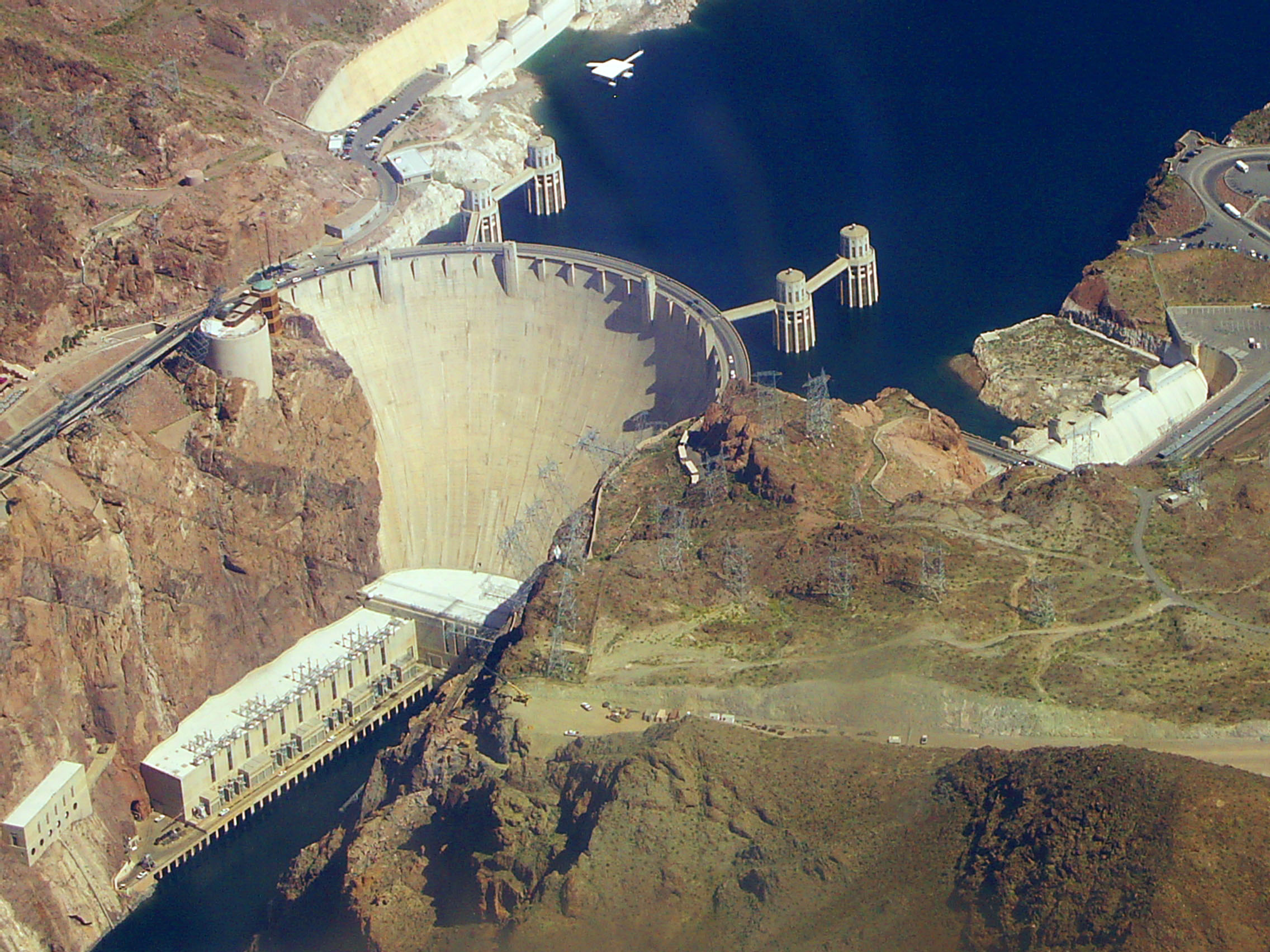
سد هوفر من الجو

سد هوفر (بالإنجليزية: Hoover dam) والمعروف أيضًا باسم سد بولدر من السدود الخرسانية التي تعتمد على الجاذبية أو القوس الذي يقع في الوادي الأسود لنهر كلورادو، على ضفتي أريزونا ونيفادا، بالولايات المتحدة. تم إنشاء هذا السد خلال الفترة المسماة بالكساد الكبير ما بين عامي 1931 و1936. وافتتحه الرئيس فرانكلين روزفلت يوم 30 سبتمبر عام 1935. ولم يكُن إنشاء هذا السد سهلًا بل كان نتيجة جهود كبيرة شارك فيها آلاف العمال؛ وراح فداها مئات الأرواح. ومن المثير للجدل أن هذا السد كان يسمى أولًا باسم الرئيس فرانكلين روزفلت.
ويحتل المرتبة السابعة لروائع البناء في العالم إذ أجمع الكثيرون على القول بأنه يستحيل إقامة سد هناك لأنه لن يصمد، لأن قوة الطبيعة ستزيله من هناك عاجلاً أم آجلاً.

## الموقع والمواصفات
يوجد بين مقاطعتين نيفادا وأريزونا طوله 379 متر وعلوه 221 متر. وبإمكانه احتواء 31 تريليون ليتر من الماء.

## بناء السد
بدأ بناء سد هوفر عام 1931 بأكثر من 16000 عامل، جاء هؤلاء العمال وأسرهم من جميع أنحاء الولايات المتحدة التي كانت تعاني في هذا الوقت ركودا وأزمة اقتصادية ضخمة جاء هؤلاء العمال للعمل في المكان الذي كان يعتبر غير مستغل أبداً ولا يصلح للمعيشة.
وتحمل العمال السكن في خيام على طول نهر كولورادو لمدة ثلاث سنوات بدون وسائل الحياة المريحة بل وبدون مياه شرب نظيفة حتى قررت الشركة إقامة مناطق سكنية بالقرب من السد مع اقتطاع ما يقارب 25% من الرواتب المخصصة لعمال السد.
ومات مئات منهم في حوادث عمل أو من الحرارة أو التسمم أو غيرها أثناء العمل أو الماء الملوث أو المرض ويقدر عدد الأشخاص الذين ماتوا أثناء بناء السد ب 112 شخصا كان أغلبهم قد مات بسبب غاز أول اكسيد الكربون الناتج من الشاحنات التي كانت تعمل داخل الأنفاق المغلقة والتي تفتقد إلى التهوية المطلوبة، بينما مات بعضهم نتيجة سقوط قطع من الحجارة عند إزالة بقايا الصخور بعد عمليات التفجير حيث أن العمال المسؤولين عن هذه العملية والتي كان أغلبهم من عمال السيرك يتقاضون راتبا يزيد ب 50% عن راتب العمال العاديين.
كانت فكرة تغيير مجرى نهر الكولورادو في ذلك الوقت الفكرة الأولى من نوعها حيث لم يتصور أحد إمكانية إيقاف هذا النهر حتى ابتكر المهندسون طريقتين لتحويل مجرى النهر تكمن الأولى في حفر أربعة أنفاق على جانبي النهر بحيث تعمل على تحويل مسار النهر إلى الجانبين حتى يتمكن العمال من إنجاز العمل في بيئة جافة خالية من الماء بينما تكمن الفكرة الأخرى بتفجير الصخور على جانبي النهر بطريقة تمكنهم من عمل سدود مؤقتة من الصخور التي تستطيع بدورها أن تحبس المياه وتحول مجراها إلى الأنفاق.
إن من أبرز المشكلات التي واجهها المهندسون في عملية البناء هي سرعة تصلّب الإسمنت حيث أن الحرارة العالية في موقع العمل تعمل على زيادة وتسريع تصلّب الإسمنت وعليه فإن الإسمنت سيتصلّب تبعا للزمن الذي وضع فيه وبالتالي ستتشكل طبقات من الإسمنت تعمل كل واحدة على حدة مسببة إضعاف البناء الخرساني للسد فابتكر المهندس طريقة تمديد الأنابيب بين المواقع المّراد صب الخرسانة بها بحيث يتم ضخ الماء البارد إليها بعد صب الإسمنت فتعمل على إبطاء التصلب وتمكن الإسمنت المصبوب في وقت متأخر من الالتحام مع الإسمنت القديم.
يعد سد هوفر أحد السدود القوسية التي تعمل على توزيع الأحمال من المنتصف إلى الصخور الموجودة على جانبي السد مخففة بذلك من تصادم المياه مع السد.
شهد الرئيس روزفلت (رئيس الولايات المتحدة آنذاك) افتتاح السد الأول من نوعه والأضخم في ذلك الوقت، كما ويُعد سد هوفر وجهة سياحية يمر بها الزوار للاطلاع على التحفة الهندسية الإبداعية.

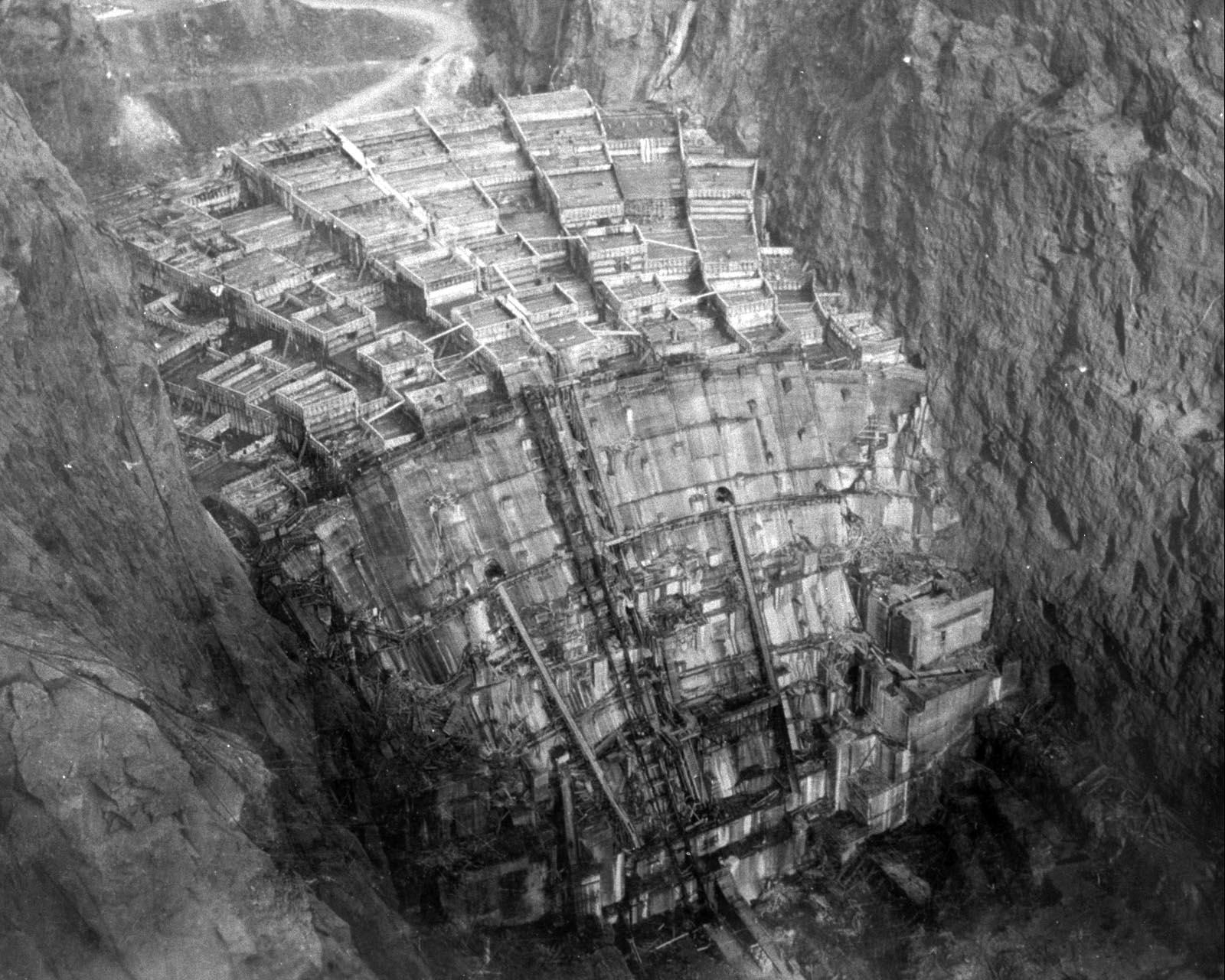
ملء أعمدة سد هوفر شباط / فبراير 1934 .
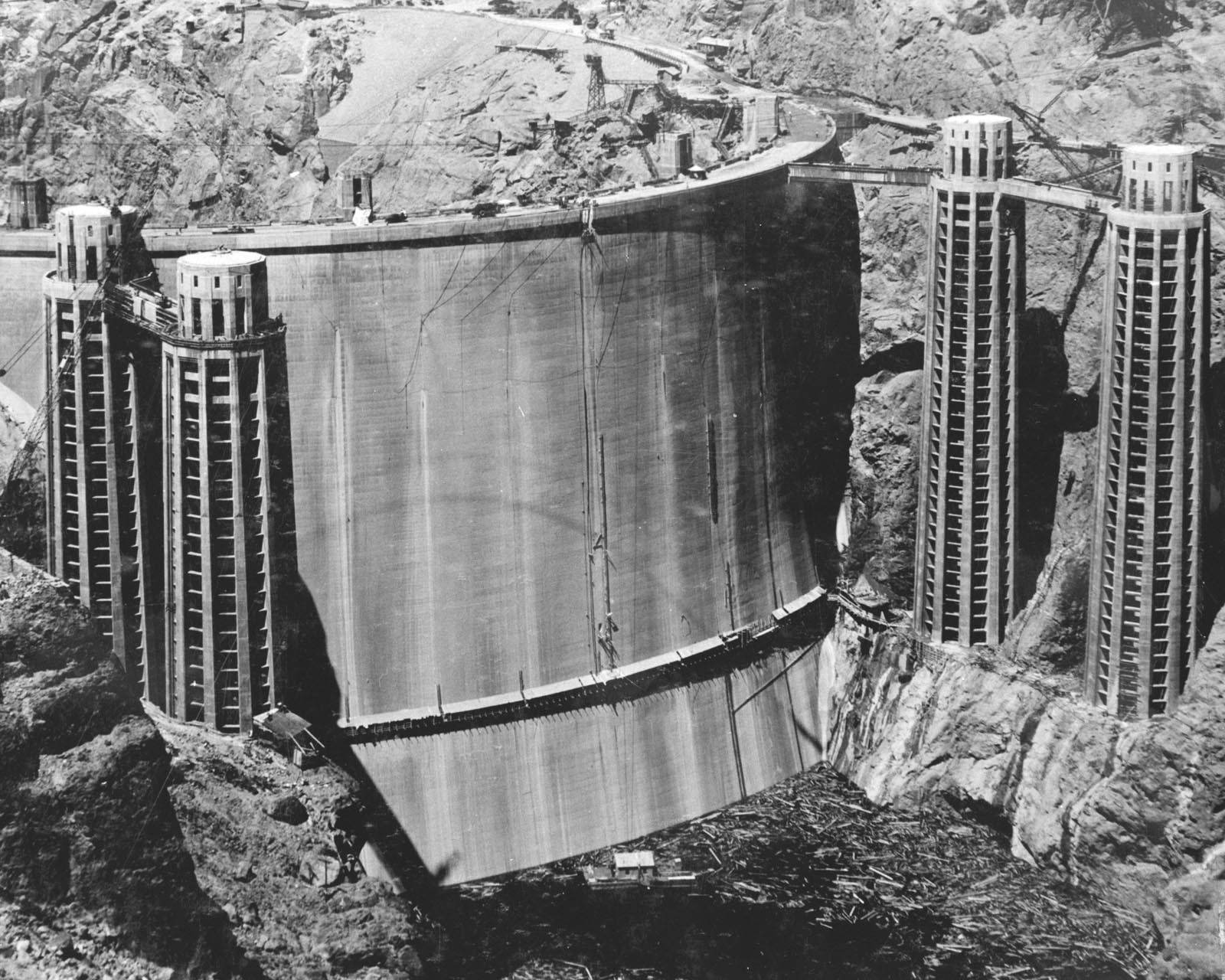
وجه المنبع من السد يختفي وبحيرة ميد تمتلئ أيار / مايو 1935 .

## بعد الانتهاء من السد

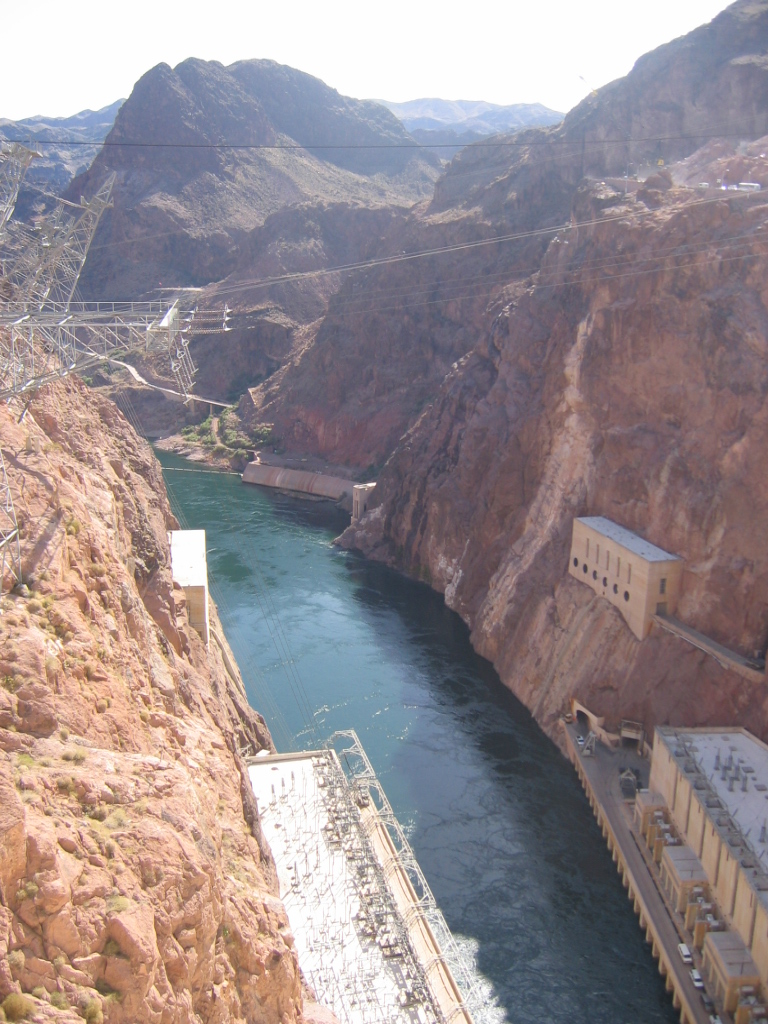
السد والمصب

بعد الانتهاء من سد هوفر تم التمكن أخيراً التحكم في نهر كولورادو وحصل المزارعون على مخزون ماء عالي في نيفادا، كاليفورنيا وأريزونا ولوس أنجلوس، سان ديغو وفينيكس ومدن أخرى بالإضافة إلى مصدر كهرباء رخيص، سمحت للمنطقة بالنّموّ السّكّانيّ السريع والتّنمية الصّناعيّة المثالية. اعتبر عمال البناء والمهندسين حينها أبطالا، فهم الذين روّضوا الأرض هناك عبر سلوك يعتمد على التعامل مع التراب والصخور.
استهلك بناء السد أكثر من 4.5 مليون ياردة مكعب من الإسمنت لمقاومة عوامل الطبيعة. تكفي هذه الكمية من الأسمنت لرصف طريق عرضه 5 أمتار يمتد من سان فرانسيسكو إلى نيويورك. بما أن الإسمنت يولد حرارة أثناء صبّه، لم يتمكنوا من بناء السد في عملية مستمرة لأن ذلك سيولد مستوى من الحرارة قدر المهندسون حاجته إلى 125عام لتبريده. لهذا شيّد السد عبر مجموعة من الأعمدة، تتوسطها مجموعة من أنابيب التبريد الدائمة يبلغ قطرها 2.5 سنتيمتر. مات 98 عامل أثناء بناء السد. اشتهر السد عند اكتماله عام 1935 بروعته الهندسية، كونه أعلى سد في العالم، وأكثر مشاريع المياه تكلفة وأقوى محطة لتوليد الطاقة الكهربائية في ذلك الوقت.

## السد في أرقام
- حجم المياه: 45 مليار متر  .
- سرعة التوربينات المائية: 137 كم/سا.
- القوة الكهربائية: 2080 ميغاوات.
- طول القمة: 366 متر.
- عرض القاعدة:201 متر.
- سمك القاعدة: 200 متر.
- سمك القمة: 15 متر.
- حجم الملموسة: 3.33 مليون متر  .
- الكلفة: 49 مليون دولار عام 1935 (676 مليون دولار 2005).

## وصلات خارجية
- Hoover Dam's official website
- Official State of Nevada Tourism Site
- Hoover Dam: Lonely Lands Made Fruitful نسخة محفوظة 28 مايو 2011 على موقع واي باك مشين.
- Historic Construction Company Project - Hoover Dam
- BBC - Hoover Dam, industrial and social history
- Hoover Dam page
- Dams of the Lower Colorado River - Hoover Dam
- Frank Crowe - Builder of Hoover Dam
- "Boulder Dam" – Part I and Parts III and IV, documentary films from the Prelinger Archives at the أرشيف الإنترنت.
- Construction of diversion tunnel #4 and spillway tunnel which drops sharply to enter diversion tunnel
- Las Vegas and Water in the West The planning and construction of Hoover Dam is the central focus of this digital library. UNLV Special Collections houses the largest collection of primary materials relating to Hoover Dam.
- PBS American experience - Hoover Dam